# Daniel Lisulo
Daniel Muchiwa Lisulo (6 de dezembro de 1930 - 21 de agosto de 2000) foi o terceiro primeiro-ministro da Zâmbia de junho de 1978 a fevereiro de 1981.

## Biografia
Nascido em Mongu, Zâmbia, Lisulo casou-se com Mary Mambo em 1967; ele formou-se no Loyola College, Chennai (Madras), Tamil Nadu, Índia. Morreu em 1976, deixando duas filhas. Lisulo atuou como diretor do Banco da Zâmbia de 1964 a 1977 antes de se tornar primeiro-ministro. Ele foi membro do Parlamento de 1977 a 1983. Depois disso, ele passou a exercer direito privado. Mais tarde, ele juntou-se ao Partido Nacional e era o presidente interino do partido na altura da sua morte, em 2000. Ele morreu no Hospital Sun Hill em Joanesburgo, África do Sul.